# Kaiane Aldorino

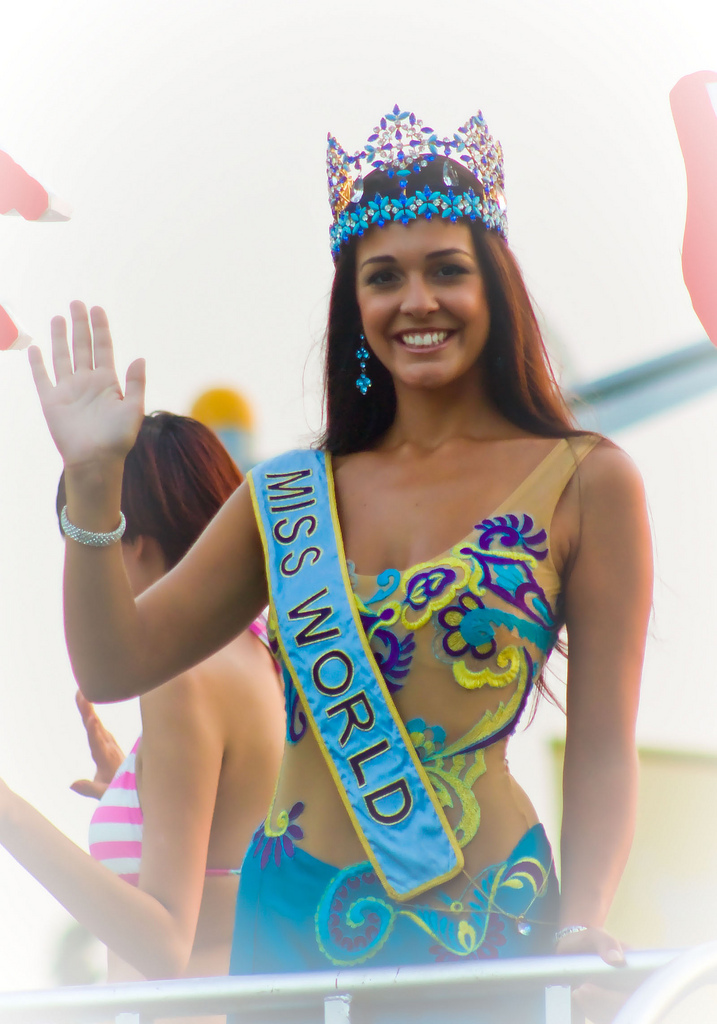
Kaiane Aldorino i Shanghai, 2010.

Kaiane Aldorino, född 8 juli 1986 i Gibraltar, är en gibraltarisk dansare och skönhetsdrottning som 2009 vann skönhetstävlingen Miss World som hölls i Johannesburg, Sydafrika.
Hon blev den första Miss Gibraltar att vinna den internationella finalen. Aldorino föddes i Gibraltar där hon fortfarande bor. Hon arbetade tidigare som assistent på personalavdelningen St Bernard's Hospital under fem år. Sedan 14 års ålder har hon ägnat sig åt dans och framträtt med gruppen Urban Dance Group i Gibraltar och Spanien med dansstilarna modernt, hip hop och contemporary dans. Dansgruppen deltog 2009 i International Dance Organisation World Showdance Championships i Riesa Tyskland, där de representerade Gibraltar i Formations-kategorin. De slutade på en sjuttonde plats. 
Aldorino vann den 12 december 2009 den internationella skönhetstävlingen Miss World. Hon var den första kvinnan från Gibraltar att nå tävlingens semifinal, detta efter att hon vann delmomentet Miss World Beach Beauty. Den 15 december meddelade regeringen i Gibraltar att Aldorino skulle flygas hem till Gibraltar i ett privatflygplan dagen efter. Hon firade på Gibraltars gator vid hemkomsten och fick åka i samma bil med öppet tak som prinsessan Diana och prins Charles fick åka i under deras smekmånad i Gibraltar. Regeringen begärde också att all verksamhet i Gibraltar som kunde stänga skulle göra detta mellan klockan 16.00 och 18.00 så att hela landet kunde medverka i firandet av Aldorino. 
Den 7 juli 2011 fick Aldornio mottaga Freedom of the City Gibraltar och Gibraltar Medallion of Honour efter en enhällig omröstning i Gibraltars parlament. Aldorino blev den första kvinnan att få Freedom of the City i Gibraltar.
I mars 2014 blev Kaiane Aldorino utsedd till vice borgmästare i Gibraltar.